# 경부고속선
경부고속선(京釜高速線)은 대한민국 서울특별시 금천구 시흥동과 부산역을 잇는 국가철도공단의 고속철도 노선으로, 경부고속철도의 전용 선로이다. 광명시 소하동에서 부산역까지의 경부고속선 본선 이외에 금천구청역에서 광명시 소하동까지의 시흥연결선 등 4개 연결선으로 구성되었다. 단선병렬로 건설되어 양방향 운전이 가능하나 상용운전 방식은 좌측통행으로 한다. 총사업비는 1·2단계 구간를 합쳐서 20조 9,745억원으로 건설사업이 완료되었다.

## 연혁
- 1992년 6월 30일 : 경부고속철도 기공식[1]
- 1999년 12월 16일 : 시험선 34km 구간 개통[2]
- 2004년 4월 1일: 1단계 사업구간인 시흥연결선~대구북연결선 구간 개통[3]
- 2010년 8월 26일: 2단계 사업구간인 대구북연결선~부산연결선 구간 및 오송역, 김천(구미)역 철도거리표 등재[4]
- 2010년 11월 1일: 대구북연결선~부산연결선 구간 및 오송역, 김천(구미)역 개통[5]
- 2015년 2월 24일: 건천연결선 사용개시 고시[6]
- 2015년 4월 2일: 건천연결선 개통
- 2015년 7월 6일: 대전·대구도심구간 사용개시 고시[7]
- 2015년 8월 1일: 대전·대구도심구간 개통
- 2021년 11월 24일: 대전북연결선 착공[8]
- 2022년 3월 31일: 서대구역 영업 개시.[9]
- 2023년 2월 5일: 대한민국 국토교통부 역명심의위원회 심의 결과 신경주역 → 경주역으로 역명 변경 확정[10]
- 2023년 6월 1일: 평택역 ∼ 오송역 구간 2복선화 착공.
- 2028년: 평택역 ∼ 오송역 구간 2복선화 개통 예정.

## 운영

### 차량
- KTX
- KTX-산천 (110000호대)
- SRT (120000호대)
- SRT (130000호대)
- KTX-산천 (140000호대)
- KTX-청룡

## 노선정보
- 노선명 : 경부고속선
- 영업거리 : 398.2 km
- 노선번호 : 101
- 소유자 : 국가철도공단
- 운영자 : 한국철도공사, 주식회사 SR
- 궤간 : 1,435mm (표준궤)
- 역 수 : 9[내용주 2]
- 선로 구성 : 단선병렬(T1, T2선)
- 전철화 구간 : 교류 25,000V 60 Hz
- 신호보안장치 : TVM430 / ATP, ATS (연결선에 한함)

## 지선노선
경부고속선은 시흥연결선, 대전남연결선, 대구북연결선, 건천연결선 4개의 연결선을 포함해 총 8개의 지선철도가 있으며 이들은 경부고속본선과 같은 규격이고 주변 철도를 연결하기 위해 설치된 구간이다. 2015년 8월 1일 대전/대구도심구간 개통과 함께 대전북연결선, 대구남연결선, 부산연결선은 경부고속본선에 통합되고 대전남연결선과 대구북연결선은 사용하지 않게 되었다.
단, 대구북연결선의 경우 2022년 3월 31일 서대구역이 개통하면서 서대구역에 정차하는 KTX, SRT 열차가 대구북연결선을 경유하게 되었으며 대전남연결선의 경우 영구적인 폐선 대신 레일바이크를 운용할 수 있게끔 하는 사업을 추진한다는 소식이 있지만 현재까지 옥천군 주민들의 거센 항의에 부딪히고 있어 계획에 차질이 빚어진다.
전체 지선 목록은 다음과 같다.
| 번호  | 노선 명칭      | 기점         | 종점         | 연장(km) | 비고                        |
| ----- | -------------- | ------------ | ------------ | -------- | --------------------------- |
| 10101 | 시흥연결선     | 금천구청역   | 광명역       | 1.5      |                             |
| 10102 | 대전남연결선   | (경부선)     | (경부고속선) | 4.2      | 경부선 옥천역 부근에서 분기 |
| 10103 | 대구북연결선   | (경부선)     | (경부고속선) | 3.5      | 경부선 신동역 부근에서 분기 |
| 10104 | 광명주박기지선 | 광명역       | 광명기지     | 1.4      |                             |
| 10105 | 오송정비기지선 | 오송역       | 오송기지     | 0.3      |                             |
| 10106 | 영동정비기지선 | (경부고속선) | 영동기지     | 0.1      | 경부선 심천역 부근에서 분기 |
| 10107 | 건천연결선     | (경부고속선) | 모량역       | 3.3      | 동해선 모량역 부근에서 분기 |

### 시흥연결선
시흥연결선은 금천구청역과 광명역 사이에 있는 연결선이다. 국토교통부의 한국철도영업거리표상 노선번호는 10101이다.
| 역명                    | 접속 노선  | 역간 거리 | 영업 거리 | 소재지     | 소재지 |
| ----------------------- | ---------- | --------- | --------- | ---------- | ------ |
| 시흥연결선 (경부선)     | 경부선     | 0.0       | 0.0       | 서울특별시 | 금천구 |
| 시흥연결선 (경부고속선) | 경부고속선 | 1.5       | 1.5       | 경기도     | 광명시 |

### 대전남연결선
대전남연결선은 충청북도 옥천군에 있는 연결선이다. 옥천역 방향을 기점으로, 옥천역의 동측에서 경부본선과 경부고속본선을 연결하기 위해 설치되었으나 2015년 8월 1일 대전 도심 고속선 개통 이후 영구적으로 더 이상 사용하지 않는다. 2024년 정부예산에 철거비 70억원 반영해서 철거할 예정이다. 국토교통부의 한국철도영업거리표상 노선번호는 10102이다.
| 역명                      | 접속 노선    | 역간 거리 | 영업 거리 | 소재지   | 소재지 |
| ------------------------- | ------------ | --------- | --------- | -------- | ------ |
| 대전남연결선 (경부선)     | 경부선       | 0.0       | 0.0       | 충청북도 | 옥천군 |
| 대전남연결선 (경부고속선) | 경부고속본선 | 4.2       | 4.2       | 충청북도 | 옥천군 |

### 대구북연결선
대구북연결선은 경상북도 칠곡군 지천면에 있는 연결선로다. 신동역 방향을 기점으로, 신동역의 남측에서 경부본선과 경부고속본선을 동대구역까지 연결하기 위해 설치되어 모든 고속열차들이 대구 도심구간 전용선 개통 이전까지 이 연결선으로 출입했다. 2015년 8월 1일에 대구 도심구간 고속전용선이 개통함에 따라 고속열차들이 현 서대구역 부지 지하로 진입해 방천터널을 통해서 나오는 것으로 코스가 변경되면서 한동안 이 연결선이 이용되지 않았으나, 2022년 3월 31일부터 영업을 시작하는 서대구역 정차가 확정된 일부 KTX 및 SRT가 배선상의 이유로 방천터널에 들어갈 수 없기 때문에 해당 연결선을 다시 이용하게 된다. 국토교통부의 한국철도영업거리표 상 노선 번호는 10103이다.
| 역명                      | 접속 노선    | 역간 거리 | 영업 거리 | 소재지   | 소재지 |
| ------------------------- | ------------ | --------- | --------- | -------- | ------ |
| 대구북연결선 (경부선)     | 경부선       | 0.0       | 0.0       | 경상북도 | 칠곡군 |
| 대구북연결선 (경부고속선) | 경부고속본선 | 3.5       | 3.5       | 경상북도 | 칠곡군 |

### 건천연결선
건천연결선은 경상북도 경주시에 있는 연결선이다. 국토교통부의 한국철도영업거리표 상 노선 번호는 10107이며, 포항행 고속열차가 이 선로를 이용한다.
| 역명     | 접속 노선  | 역간 거리 | 영업 거리 | 소재지   | 소재지 |
| -------- | ---------- | --------- | --------- | -------- | ------ |
| (분기점) | 경부고속선 | 0.0       | 0.0       | 경상북도 | 경주시 |
| 포항     | 동해선     | 3.3       | 3.3       | 경상북도 | 경주시 |

### 화성고속연결선
화성고속연결선은 경기도 화성시에 건설될 수인선과 경부고속선을 연결하는 연결선이다. 수인선 어천역에서 분기하며, 국토교통부의 한국철도영업거리표 상 노선 번호는 10108이다. 인천발 KTX 사업의 일환으로 건설 중에 있다.
| 역명     | 접속 노선  | 역간 거리 | 영업 거리 | 소재지 | 소재지 |
| -------- | ---------- | --------- | --------- | ------ | ------ |
| 어천     | 수인선     | 0.0       | 0.0       | 경기도 | 화성시 |
| (분기점) | 경부고속선 | -         | -         | 경기도 | 화성시 |

### 광명주박기지선
| 역명     | 한자 | 로마자      | 접속 노선  | 역간 거리 | 영업 거리 | 소재지 | 소재지 |
| -------- | ---- | ----------- | ---------- | --------- | --------- | ------ | ------ |
| 광명     | 光明 | Gwangmyeong | 경부고속선 | 0.0       | 0.0       | 경기도 | 광명시 |
| 광명기지 |      |             |            | 1.4       | 1.4       | 경기도 | 광명시 |

### 오송정비기지선
| 역명       | 접속 노선  | 역간 거리 | 영업 거리 | 소재지   | 소재지 |
| ---------- | ---------- | --------- | --------- | -------- | ------ |
| 고속선분기 | 경부고속선 | 0.0       | 0.0       | 충청북도 | 청주시 |
| 오송기지   |            | 0.3       | 0.3       | 충청북도 | 청주시 |

### 영동정비기지선
| 역명       | 접속 노선  | 역간 거리 | 영업 거리 | 소재지   | 소재지 |
| ---------- | ---------- | --------- | --------- | -------- | ------ |
| 고속선분기 | 경부고속선 | 0.0       | 0.0       | 충청북도 | 영동군 |
| 영동기지   |            | 0.1       | 0.1       | 충청북도 | 영동군 |

## 역 목록
- 영업 거리는 실제 거리와는 차이가 있다.

| ↑ 경부선 서울역 방면    |                     |                              |                                       |      |       |            |        |
| 시흥연결선 (경부고속선) |                     |                              | 시흥연결선                            | 0.0  | 0.0   | 경기도     | 광명시 |
| 광명                    | 光明                | Gwangmyeong                  | ● 수도권 전철 1호선                   | 2.8  | 2.8   | 경기도     | 광명시 |
| (분기점)                |                     |                              | 수서평택고속선                        |      |       | 경기도     | 평택시 |
| 천안아산 (온양온천)     | 天安牙山 (溫陽溫泉) | Cheonan-Asan (Onyangoncheon) | 장항선 (● 수도권 전철 1호선)          | 74.0 | 76.8  | 충청남도   | 아산시 |
| 오송                    | 五松                | Osong                        | 충북선, 호남고속선                    | 28.7 | 105.5 | 충청북도   | 청주시 |
| (분기점)                |                     |                              | 호남고속선                            |      |       | 충청북도   | 청주시 |
| 대전                    | 大田                | Daejeon                      | 경부선 ● 대전 도시철도 1호선 (대전역) | 35.1 | 140.6 | 대전광역시 | 동구   |
| 김천(구미)              | 金泉(龜尾)          | Gimcheon(Gumi)               |                                       | 73.8 | 214.4 | 경상북도   | 김천시 |
|                         |                     | (분기점)                     | 대구북연결선                          |      |       | 경상북도   | 칠곡군 |
| 서대구                  | 西大邱              | Seodaegu                     | 경부선                                | 47.3 | 261.7 | 대구광역시 | 서구   |
| 동대구                  | 東大邱              | Dongdaegu                    | 경부선, 대구선 ● 대구 도시철도 1호선  | 7.4  | 269.1 | 대구광역시 | 동구   |
| (분기점)                |                     |                              | 건천연결선                            |      |       | 경상북도   | 경주시 |
| 경주                    | 慶州                | Gyeongju                     | 동해선                                | 49.0 | 316.5 | 경상북도   | 경주시 |
| 울산(통도사)            | 蔚山                | Ulsan                        |                                       | 30.0 | 346.5 | 울산광역시 | 울주군 |
| 부산                    | 釜山                | Busan                        | 경부선 ● 부산 도시철도 1호선 (부산역) | 51.7 | 398.2 | 부산광역시 | 동구   |

## 주요 교량 및 터널
교량 및 터널 구간이 많다.
| - 반월고가 - 팔곡고가 - 매송교 - 송라교 - 어천교 - 원평고가 - 봉담1교 - 봉담2교 - 왕림교 - 마하1교 - 마하2교 - 마하3교 - 향남교 - 사창고가 - 용소고가 - 어연고가 - 평택고가 - 팽성1고가 - 팽성2고가 - 운용1고가 - 운용2고가 - 신휴고가 - 쌍암교 - 산동1교 - 산동2교 - 산동3교 - 동산교 - 배방교 - 풍세교 - 고등교 - 관정교 - 군량교 - 서원교 - 노장1교 - 노장2교 - 연제교 - 오송교 - 궁현1교 - 궁현2교 - 갈원교 - 비룡교 - 문곡교 - 시목1교 - 중척1교 - 중척2교 - 금강2교 - 신탄진교 - 갑천교 - 판암1교(하선) - 상중고가 - 상삼교 - 가풍교 - 이원고가 - 원동교 - 금강교 - 지탄교 - 구탄고가 - 초강고가 - 각계교 - 영동1고가 - 영동2고가 - 설계교 - 주곡고가 - 화신교 - 마장교 - 상촌고가 - 태화고가 - 봉산고가 - 봉산철교 - 다수고가 - 모암고가 - 덕곡고가 - 월곡고가 - 옥산2교 - 갈항고가 - 금곡고가 - 안평고가 - 동안고가 - 약목고가 - 낙동고가 - 석적교 - 매원고가 - 연호고가 - 언양고가 - 법기고가 - 송정고가 - 청룡고가 | - 광명터널 (3700m) - 일직터널 (10290m) - 반월터널 (540m) - 송라터널 (700m) - 왕림터널 (877m) - 서봉1터널 (1349m) - 서봉2터널 (619m) - 해창터널 (260m) - 용와터널 (1760m) - 휴대터널 (772m) - 고등터널 (1470m) - 운주터널 (4030m) - 노장1터널 (800m) - 노장2터널 (200m) - 심중터널 (968m) - 상봉1터널 (347m) - 상봉2터널 (720m) - 궁현터널 (972m) - 비룡터널 (2910m) - 문곡터널 (2988m) - 시목터널 (395m) - 신부터널 (1510m) - 식장터널 (5088m) - 마성터널 (4700m) - 도덕터널 (2020m) - 지탄터널 (1265m) - 구탄터널 (250m) - 오탄터널 (840m) - 영동터널 (1720m) - 화신1터널 (176m) - 화신2터널 (212m) - 화신4터널 (102m) - 화신5터널 (6247m) - 황학터널 (9970m) - 월곡터널 (440m) - 옥산터널 (1720m) - 조섬1터널 (1326m) - 조섬2터널 (1705m) - 금오터널 (4687m) - 북삼터널 (578m) - 석적터널 (2084m) - 매원터널 (500m) - 송정1터널 (2037m) - 송정2터널 (410m) - 지천터널 (478m) - 대구제1터널 (3860m) - 대구제2터널 (1690m) - 방천터널 (3260m) - 고모터널 (203m) - 고산터널 (330m) - 남천터널 (125m) - 현안터널 (1750m) - 구지터널 (350m) - 대곡1터널 (390m) - 대곡2터널 (760m) - 계상터널 (5580m) - 당리터널 (6620m) - 송선터널 (2020m) - 방내터널 (2470m) - 화천터널 (2035.75m) - 화실터널 (850m) - 현동터널 (150m) - 덕천터널 (710m) - 월산1터널 (460m) - 월산2터널 (2280m) - 복안터널 (3320m) - 미호터널 (120m) - 전읍터널 (260m) - 삼정1터널 (365m) - 삼정2터널 (110m) - 삼정3터널 (280m) - 두동1터널 (720m) - 두동2터널 (780m) - 천전터널 (280m) - 옹태터널 (199m) - 외골터널 (365m) - 언양터널 (1010m) - 쌍수터널 (719m) - 인동터널 (398m) - 보은터널 (583m) - 중령터널 (185m) - 삼동터널 (235m) - 원효터널 (13280m) - 평산터널 (2680m) - 노포터널 (455m) - 금정터널 (20323m) |

## 터널 목록
| 터널 이름   | 소재지 | 길이      | 준공년도 | 비고 |
| ----------- | ------ | --------- | -------- | ---- |
| 광명터널    |        | 3,700m    | 2004년   |      |
| 일직터널    |        | 10,290m   | 2004년   |      |
| 반월터널    |        | 540m      | 2004년   |      |
| 송라터널    |        | 700m      | 2004년   |      |
| 왕림터널    |        | 877m      | 2004년   |      |
| 서봉1터널   |        | 1,349m    | 2004년   |      |
| 서봉2터널   |        | 619m      | 2004년   |      |
| 해창터널    |        | 260m      | 2004년   |      |
| 용와터널    |        | 1,760m    | 2004년   |      |
| 휴대터널    |        | 772m      | 2004년   |      |
| 고등터널    |        | 1,470m    | 1999년   |      |
| 운주터널    |        | 4,030m    | 1999년   |      |
| 노장1터널   |        | 800m      | 1999년   |      |
| 노장2터널   |        | 200m      | 1999년   |      |
| 심중터널    |        | 968m      | 1999년   |      |
| 상봉1터널   |        | 347m      | 1999년   |      |
| 상봉2터널   |        | 720m      | 1999년   |      |
| 궁현터널    |        | 972m      | 1999년   |      |
| 비룡터널    |        | 2,910m    | 1999년   |      |
| 문곡터널    |        | 2,988m    | 1999년   |      |
| 시목터널    |        | 395m      | 2000년   |      |
| 신부터널    |        | 1,510m    | 2000년   |      |
| 식장터널    |        | 5,088m    | 2015년   |      |
| 마성터널    |        | 4,700m    | 2015년   |      |
| 도덕터널    |        | 2,020m    | 2003년   |      |
| 지탄터널    |        | 1,265m    | 2003년   |      |
| 구탄터널    |        | 250m      | 2003년   |      |
| 오탄터널    |        | 840m      | 2003년   |      |
| 영동터널    |        | 1,720m    | 2003년   |      |
| 화신1터널   |        | 176m      | 2003년   |      |
| 화신2터널   |        | 212m      | 2003년   |      |
| 화신4터널   |        | 102m      | 2003년   |      |
| 화신5터널   |        | 6,247m    | 2003년   |      |
| 황학터널    |        | 9,970m    | 2003년   |      |
| 월곡터널    |        | 440m      | 2003년   |      |
| 옥산터널    |        | 1,720m    | 2003년   |      |
| 조섬1터널   |        | 1,326m    | 2003년   |      |
| 조섬2터널   |        | 1,705m    | 2003년   |      |
| 금오터널    |        | 4,687m    | 2003년   |      |
| 북삼터널    |        | 578m      | 2003년   |      |
| 석적터널    |        | 2,084m    | 2003년   |      |
| 매원터널    |        | 500m      | 2003년   |      |
| 송정1터널   |        | 2,037m    | 2003년   |      |
| 송정2터널   |        | 410m      | 2003년   |      |
| 지천터널    |        | 478m      | 2003년   |      |
| 대구제1터널 |        | 3,860m    | 2015년   |      |
| 대구제2터널 |        | 1,690m    | 2015년   |      |
| 방천터널    |        | 3,260m    | 2015년   |      |
| 고모터널    |        | 203m      | 2010년   |      |
| 고산터널    |        | 330m      | 2010년   |      |
| 남천터널    |        | 125m      | 2010년   |      |
| 현안터널    |        | 1,750m    | 2010년   |      |
| 구지터널    |        | 350m      | 2010년   |      |
| 대곡1터널   |        | 390m      | 2010년   |      |
| 대곡2터널   |        | 760m      | 2010년   |      |
| 계상터널    |        | 5,580m    | 2010년   |      |
| 당리터널    |        | 6,620m    | 2010년   |      |
| 송산터널    |        | 2,020m    | 2010년   |      |
| 방내터널    |        | 2,470m    | 2010년   |      |
| 화천터널    |        | 2,035.75m | 2010년   |      |
| 화실터널    |        | 850m      | 2010년   |      |
| 현동터널    |        | 150m      | 2010년   |      |
| 덕천터널    |        | 710m      | 2010년   |      |
| 월산1터널   |        | 460m      | 2010년   |      |
| 월산2터널   |        | 2,280m    | 2010년   |      |
| 북안터널    |        | 3,320m    | 2010년   |      |
| 미호터널    |        | 120m      | 2010년   |      |
| 전읍터널    |        | 260m      | 2010년   |      |
| 삼정1터널   |        | 365m      | 2010년   |      |
| 삼정2터널   |        | 110m      | 2010년   |      |
| 삼정3터널   |        | 280m      | 2010년   |      |
| 두동1터널   |        | 720m      | 2010년   |      |
| 두동2터널   |        | 780m      | 2010년   |      |
| 천전터널    |        | 280m      | 2010년   |      |
| 옹태터널    |        | 199m      | 2010년   |      |
| 외골터널    |        | 365m      | 2010년   |      |
| 언양터널    |        | 1,010m    | 2010년   |      |
| 쌍수터널    |        | 719m      | 2010년   |      |
| 인동터널    |        | 398m      | 2010년   |      |
| 보은터널    |        | 583m      | 2010년   |      |
| 중령터널    |        | 185m      | 2010년   |      |
| 삼동터널    |        | 235m      | 2010년   |      |
| 원효터널    |        | 13,280m   | 2010년   |      |
| 평산터널    |        | 2,645m    | 2010년   |      |
| 노포터널    |        | 455m      | 2010년   |      |
| 금정터널    |        | 20,323m   | 2010년   |      |

## 경부고속선의 교통량
- 2023년도 철도통계연보에 따르면, 경부고속선에 운행하는 정기열차 운행 빈도는 다음과 같다.(단위: 회/일, 작성기준: 편도, 주중)

| 운행구간            | 선로용량 | KTX | SRT | 전동차 | 운행총계 |
| ------------------- | -------- | --- | --- | ------ | -------- |
| 금천구청 - 평택분기 | 190      | 110 | -   | 20     | 130      |
| 평택분기 - 오송     | 190      | 169 | 60  | -      | 229      |
| 오송 - 대전         | 197      | 121 | 40  | -      | 161      |
| 대전 - 동대구       | 189      | 114 | 40  | -      | 154      |
| 동대구- 경주        | 191      | 101 | 40  | -      | 141      |
| 경주 - 부산         | 191      | 83  | 40  | -      | 123      |

- 특히 평택분기 ~ 오송역 구간은 KTX(편도 108회)와 SRT(편도 60회)가 모이면서 병목현상이 심각한 상태다. 그래서 고속철도 복복선화 추진중이다.[14]

## 같이 보기
- 한국고속철도
  - 경부고속철도
- 경부고속도로